# 节丛
在微分几何中，节丛(jet bundle，或称射流丛、射丛)是一种特殊的构造，从给定的光滑纤维丛建立一个新的光滑纤维丛。它使得在纤维丛的截面上用一种不变形式来表达微分方程成为可能。
历史上，节丛归功于埃雷斯曼，它是嘉当的延长方法上的一个进步，该方法通过在新引入的形式化变量上加入微分形式条件的办法来以几何方式处理高阶导数。节丛有时候也称为喷射(sprays)。

## 导引
令{\displaystyle E=\mathbb {R} ^{k}\times B} 为B上的平凡从 。则丛的截面是光滑映射{\displaystyle B\to \mathbb {R} ^{k}} 。两个这样的映射f 和g 被认为在B中的y上等效， 如果
{\displaystyle |f-g|=o(x\mapsto d(x,y))}
(这里d(x, y) 表示B上的任何固定黎曼度量下的距离。在y上的所有这种映射的等价类组成y上的第一节从。
第n阶节丛就是重复这个操作n次得到的结构。
下面给出的定义是在任意纤维丛E上推广的构造。
另一个引导jet丛的研究的例子是对于解释克里斯托弗记号在坐标变换下的变换性质的需要。克里斯多夫记号不以切从上的张量形式变化，而以jet丛上的张量形式变化。

## 定义
给定一个微分流形B和一个B上的纤维丛E，E也是一个微分流形，B中x点的纤维Fx也是一个微分流形。这样，对于Fx中的任意点y,Fx 在y点的切空间TyFx是一个E在y点的整个切空间的线性子空间。TyFx称为垂直子空间。这个切空间可以被分解为垂直子空间和一个和它互补的水平子空间的直和。我们现在定义E上的一个纤维丛J，其在y点的纤维是所有可能水平子空间的集合。如果视为B上的纤维丛，J称为B上的第一阶jet丛。
B上的n阶jet丛递归的定义为B上的n-1阶jet丛的第一jet从。

## 和乐(或称完全，或固执)截面 (Holonomic sections)
给定一个n-1阶jet丛的一个光滑截面，它诱导出一个n阶jet丛的一个唯一的截面，这是通过把水平子空间取为截面的切空间。从原来的丛的一个截面重复这个操作得到的唯一的n阶jet丛的截面叫做n阶延拓(prolongation)。
所有这样得到的截面叫做和乐的(economical)。